# 정선 박씨
정선 박씨(旌善朴氏)는 강원특별자치도 정선군을 본관으로 하는 한국의 성씨이다. 시조는 박지화(朴枝華)이다.

## 참고 자료
- “정선박씨(旌善朴氏)”. 뿌리를 찾아서.[깨진 링크(과거 내용 찾기)]